# Big Me
Singles de Foo Fighters
For All the Cows
(1995) Alone+Easy Target
(1996)
Big Me est le quatrième single du groupe Foo Fighters issu de l'album Foo Fighters sorti en 1995. Bien qu'elle n'ait jamais été dans le Billboard Hot 100, la chanson est devenue un succès pour la bande elle atteint la 13e place dans le Billboard Hot 100 Airplay.
La vidéo, qui parodie la campagne publicitaire Mentos, a été filmée à Sydney, en Australie.

## Clip vidéo
La chanson est devenue bien connue pour son clip, qui parodie des publicités Mentos, les transformant en des publicités pour "Footos". De nombreux fans jetaient alors des Mentos au groupe à chaque fois qu'ils jouaient la chanson en concert. De ce fait, le groupe évitait de jouer la chanson en live. Ils jouèrent la chanson pour la première fois après ces derniers incidents au Queens Wharf Events Centre à Wellington en novembre 2005.

## Liste des éditions
Format CD
1. "Big Me"
2. "Floaty"
3. "Gas Chamber" (reprise de la chanson de Angry Samoans)
4. "Alone+Easy Target"

Maxi-single
1. "Big Me"
2. "Winnebago"
3. "How I Miss You"
4. "Podunk"
5. "Ozone" (reprise de la chanson de Ace Frehley)
6. "For All the Cows" (live au Reading Festival, 26 août 1996)
7. "Wattershed" (live au Reading Festival, 26 août 1996)

## Classements hebdomadaires
| Classement (1996)                          | Meilleure position |
| ------------------------------------------ | ------------------ |
| Australie (ARIA Charts)                    | 65                 |
| Canada (RPM Top Singles)                   | 15                 |
| Canada (RPM Rock Alternative)              | 5                  |
| États-Unis (Alternative Songs)             | 3                  |
| États-Unis (Hot 100 Airplay (Radio Songs)) | 13                 |
| États-Unis (Mainstream Rock Tracks chart)  | 18                 |
| États-Unis (Top 40 Mainstream)             | 11                 |
| Irlande (IRMA)                             | 27                 |
| Royaume-Uni (UK Singles Chart)             | 19                 |
| Royaume-Uni (UK Rock Chart)                | 1                  |